# Coprinellus heterosetulosus
Coprinellus heterosetulosus är en svampart som först beskrevs av Locq. ex Watling, och fick sitt nu gällande namn av Vilgalys, Hopple & Jacq. Johnson 2001. Coprinellus heterosetulosus ingår i släktet Coprinellus och familjen Psathyrellaceae.  Arten är reproducerande i Sverige. Inga underarter finns listade i Catalogue of Life.